# ケイデン・クロス
ケイデン・クロス（Kayden Kross、1985年9月15日 - ）は、アメリカ合衆国カリフォルニア州サクラメント出身のアメリカ人ポルノ監督で元ポルノ女優。ジェンナ・ニコル（Jenna Nikol）の名でモデルとしても活動している。

## 来歴
クロスはカリフォルニア州サクラメントで生まれ育った。彼女は高校時代の自分のことを「読書おたく」であったと語っている。
18歳の時、虐殺の危機に瀕していた子馬を救い購入するためにカリフォルニア州ランチョ・コードヴァにあるRick's Showgirlsでストリップを始めた。
その後、ケイデンは成人向け雑誌のモデルとして活動を始めた。カリフォルニア州立大学4年生の2006年11月、彼女はVivid Entertainmentと独占契約をした。Vividでの彼女の作品は Kayden's First Time, Hard Time, Be Here Now である。 
Vividへの不満により、彼女はVividとの契約を更新せずフリーエージェントとなった。その1ヶ月後、彼女はAdam & Eve Picturesと独占契約を行った。
彼女はThe Block（G4TVで放送されたリアルスノーボードショー番組）のエピソードにいくつか出演した。また、彼女はA&E TVのGene Simmons Family Jewelsにも出演している。
2008年9月2日、彼女の公式ウェブサイト(ClubKayden.com)が開設された。 公式ウェブサイトとは別に、彼女はアダルト界のゴシップ記事サイト(MikeSouth.com)で定期的にコラムを更新している。
彼女は2008年9月のペントハウス・ペットに選ばれた。
2012年よりポルノ俳優マニュエル・フェラーラとパートナー関係にあり、1子をもうけている。
2013年から監督業に進出。2017年にヴィクセン・スタジオ内に設立された「Deeper」レーベルのほぼ全ての作品で脚本・監督を担当している。2021年をもって女優業は休止している。

## 受賞
- 2007年： Adultcon Top 20 Adult Actresses
- 2008年： F.A.M.E. Awards nomination for Favorite Anal Star
- 2008年： F.A.M.E. Awards nomination for Favorite Rookie Starlet
- 2009年： AVN Award nominee – Female Performer of the Year
- 2009年： AVN Award nominee – Best Couples Sex Scene – Roller Dollz
- 2009年： AVN Award nominee – Best All-Girl Group Sex Scene – Bree's Slumber Party
- 2009年： AVN Award nominee – Best All-Girl Couples Sex Scene – Roller Dollz

## 出演作
- Double Krossed (17.12.2008)
- California Dreams (09.12.2008)
- Star 69: Threesomes (04.12.2008)
- The Surrender of O (11.11.2008)
- Kayden Exposed (30.09.2008)
- Roller Dollz (09.09.2008)
- Screen Dreams 3 (20.08.2008)
- Resort Tales (19.08.2008)
- Busting the Babysitter (10.06.2008)
- Soloerotica 10 (06.06.2008)
- Bree & Kayden (03.06.2008)
- Kayden's Krossfire (06.05.2008)
- Bree's Slumber Party (09.04.2008)
- Scenes From A Cell (08.04.2008)
- Stalker (02.04.2008)
- Star 69: Strap-Ons (14.03.2008)
- Deeper 9 (05.03.2008)
- The Adventures in Babysitting (21.02.2008)
- Star 69: All Girl (05.02.2008)
- Star 69: All Anal (04.01.2008)
- Meet Kayden (13.12.2007)
- Love Life (21.11.2007)
- Hard Time (03.10.2007)
- Be Here Now (20.07.2007)
- Kayden's First Time (11.04.2007)
- Bud Pussycats Tell All (26.12.2006)
- Naked College Slumber Party (24.04.2006)